# Спатіон
Спаті́он (грец. σπαθίον від лат. spatha, «спата») — меч, що знаходився на озброєнні армії Візантії. Довжина меча (разом з руків'я становила 90 см, він мав двосічний клинок. У трактаті Praecepta Militaria, що приписується імператору Никифору II Фока (965 рік), вказувалося, що важкий кіннотник-катафракт повинен мати при собі і спатіон, і парамеріон. При цьому спатіон підвішувався на плечовій перев'язі, звисаючи майже вертикально, тоді як парамеріон підвішувався до поясу на двох точках підвіски, які перебували на піхвах з боку обуха, так що він розташовувався майже горизонтально, з невеликим нахилом. Такий спосіб носіння дозволяв катафрактам виймати будь-який клинок на вибір. Саме завдяки такому способу підвіски парамеріон і отримав свою назву.